# 充華
充華是中國帝王妃嬪称号。
晋武帝开始设置充華之号，位列九嫔，视为九卿。历南朝依然为九嫔。隋炀帝时，为正二品，列九嫔。唐朝后宫二品是九嫔包括昭仪、昭容、昭华、修仪、修容、修华、充仪、充容、充华。後改為充媛。
- 晋文帝充华赵氏
- 晋武帝充华赵氏
- 魏孝文帝充华赵氏
- 魏孝文帝充华韦氏
- 魏孝文帝充华郑氏
- 魏宣武帝充华胡氏
- 魏孝明帝充华潘氏
- 魏孝明帝充华卢氏